# Marsillargues
Marsillargues es una localidad y comuna francesa, situada en el departamento de Hérault, en la región de Occitania, en una zona geográficamente pantanosa, que se llama La Pequena Camarga (Petite Camargue en francés).
El gentilicio de sus habitantes es marsillarguois en francés.

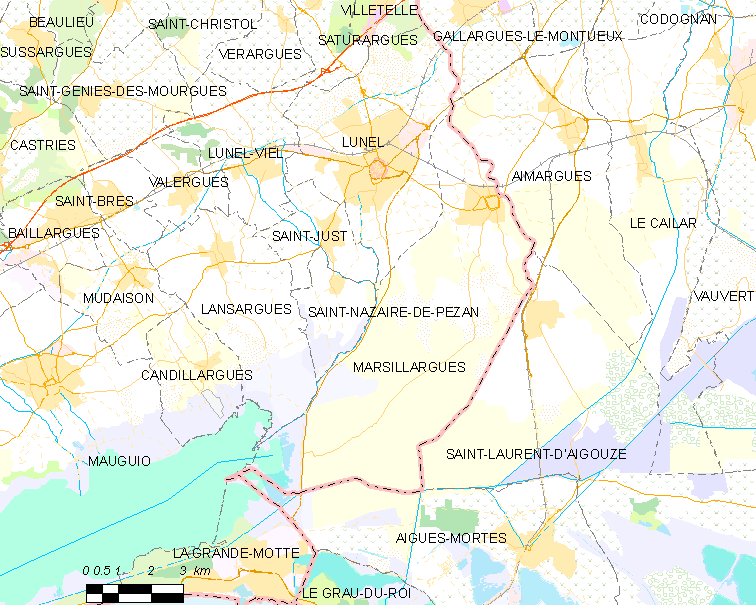
Mapa

## Geografía
Limita con los municipios de Lunel, Saint-Nazaire-de-Pézan, Lansargues, La Grande-Motte, Aigues Mortes, Saint-Laurent-d'Aigouze y Aimargues.
Pasa el río Vidourle.

## Demografía
| 2812 | 3048 | 3023 | 3653 | 4386 | 5334 | 6177 |
| Para los censos de 1962 a 1999 la población legal corresponde a la población sin duplicidades (Fuente: INSEE [Consultar]) |      |      |      |      |      |      |

## Patrimonio Artístico

### El Castillo de Guillermo de Nogaret

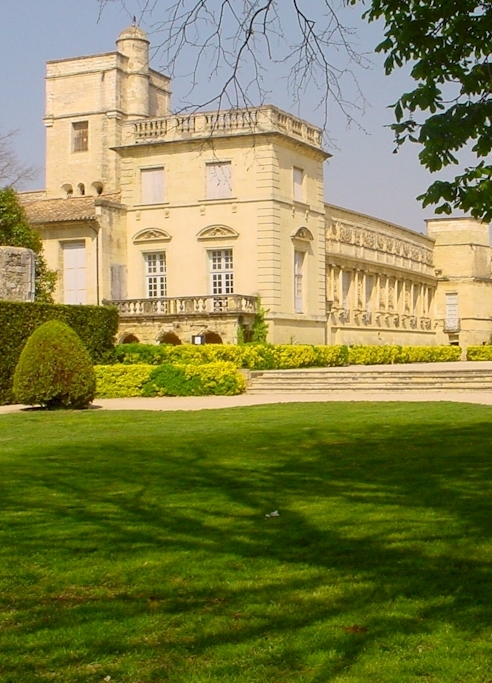
Le château Guillaume de Nogaret

El castillo se fue construido por Guillermo de Nogaret en 1305, en recompensa de sus servicios rendidos a Felipe el Hermoso, Rey de Francia.

### La Iglesia San Salvador
La iglesia San Salvador (Eglise Saint-Sauveur en francés) fue construida en 1688, y hospeda un notable óleo sobre lienzo "la Navidad", atribuido al pintor francés Charles Errard.

### El Templo Protestante
Un templo protestante fue construido en 1574. Durante la época trágica de las Guerras de religión en el que se enfrentaron católicos y protestantes calvinistas, conocidos como hugonotes, el templo fue deteriorado y reparado en 1559 , y fue destruido después la revocación del Edicto de Nantes en 1685. El Concordato de 1801 ha permitido de nombrar un pastor protestante en 1803. La construcción de un nuevo Templo fue inaugurada en 1806 y se acabó en 1818.

## Personajes Ilustres
- Gaston Defferre,(1910-1986), Ministro del Interior (1981-1983), y alcalde de Marsella(1944-1945,1953-1986), nació en Marsillargues en 1910.
- Jacques Antoine Mourgue, Ministro del Interior (1792), nació en Marsillargues en 1734.